# Uzay-le-Venon
 Uzay-le-Venon  es una población y comuna francesa, situada en la región de  Centro, departamento de Cher, en el distrito de Saint-Amand-Montrond y cantón de Châteauneuf-sur-Cher.

## Demografía
| 511 | 416 | 407 | 357 | 383 | 395 |
| Para los censos de 1962 a 1999 la población legal corresponde a la población sin duplicidades (Fuente: INSEE [Consultar]) |     |     |     |     |     |